# Anthodiscus chocoensis
 Anthodiscus chocoensis , el ajo negro, es una especie de planta de la familia de Caryocaraceae. Procedente de Colombia, Panamá y Costa Rica. 

## Taxonomía
Anthodiscus chocoensis fue descrita por Ghillean Tolmie Prance y publicado en Brittonia 32(4): 530–532, f. 1. 1980.